# Jack Wall (Politiker)

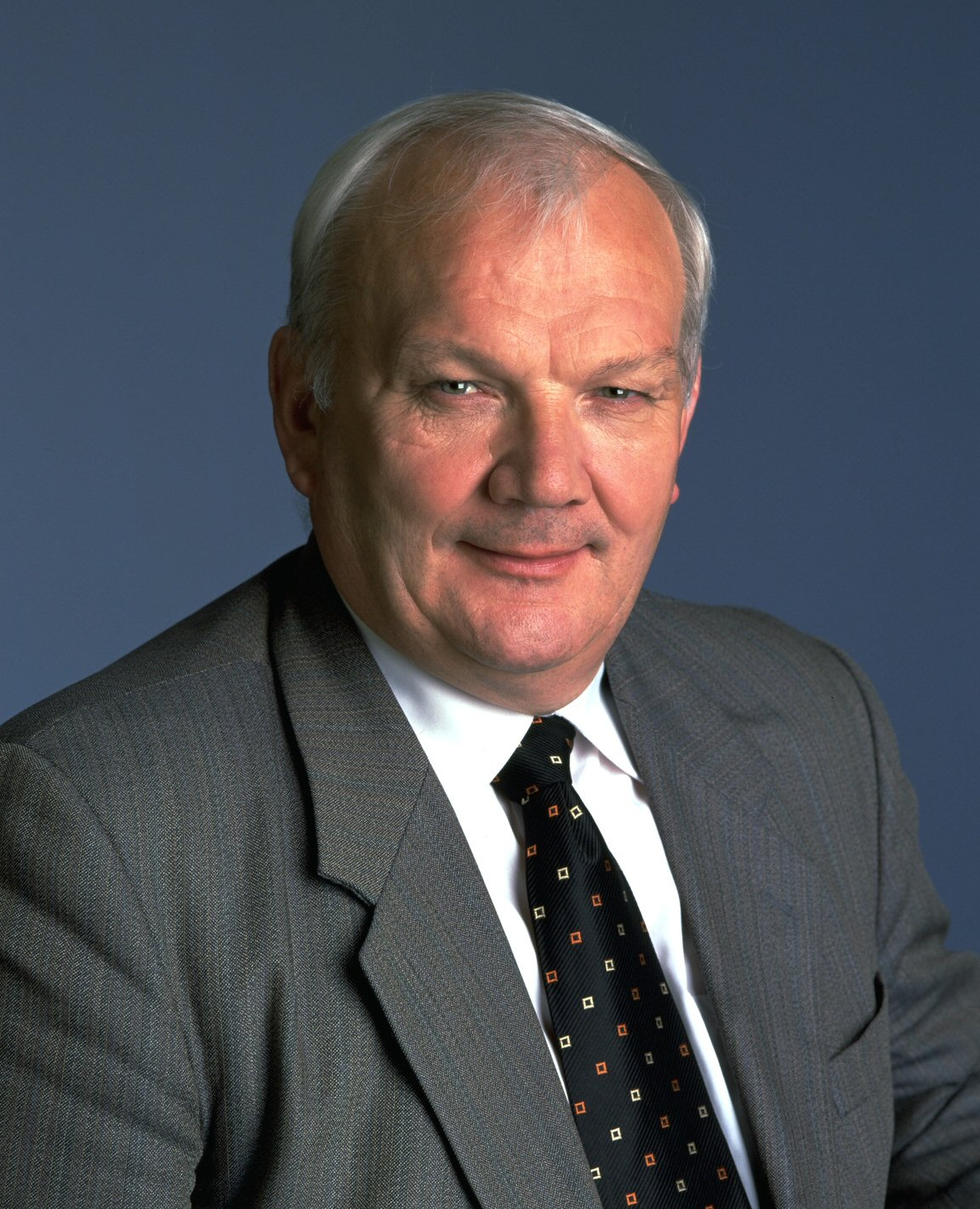
Jack Wall (um 2002)

Jack Wall (* 1. Juli 1945 in Castledermot, County Kildare) ist ein irischer Politiker der Irish Labour Party, für die er von 1997 bis 2016 als Teachta Dála im Dáil Éireann, dem Unterhaus des Oireachtas, saß.

## Leben
Jack Wall arbeitete vor seiner Zeit als Politiker als Elektriker. 1991 wurde er in den Kildare County Council gewählt. 1992 versuchte er erstmals in den Dáil gewählt zu werden, was misslang. 1993 wurde er vom Taoiseach für den Seanad Éireann benannt. Bei den Wahlen zum Dáil Éireann 1997 gelang es ihm dann, im Wahlkreis Kildare South die notwendigen Stimmen zu erzielen, sodass er als Teachta Dála in den Dáil Éireann einzog. Seinen Sitz konnte er bei den Wahlen 2002, 2007 und 2011 verteidigen.

## Privates
Jack Wall ist mit Anne Byrne verheiratet, mit der er vier Kinder hat. Ein Sohn ist der Politiker Mark Wall (* 1970).